# Bassila (ort)
Bassila är en ort i Benin.   Den är centralort i kommunen Bassila i departementet Donga, i den centrala delen av landet, 300 kilometer norr om huvudstaden Porto-Novo. Bassila ligger 388 meter över havet och antalet invånare är 23 616.
Terrängen runt Bassila är platt. Det finns inga andra samhällen i närheten.
Omgivningarna runt Bassila är en mosaik av jordbruksmark och naturlig växtlighet. Runt Bassila är det glesbefolkat, med 12 invånare per kvadratkilometer.